# Црква Светог архангела Гаврила у Житковцу
Црква Светог архангела Гаврила у Житковцу, насељеном месту на територији општине Алексинац, припада Епархији нишкој Српске православне цркве.
Изградња цркве посвећене Светом архангелу Гаврилу је започета 1993. године, у време службовања проте Душана Стојковића. Храм је освештао патријарх српски Иринеј 5. јуна 2011. године.